# U.S. Route 52 (Illinois)
La U.S. Route 52 o Ruta Federal 52 (abreviada US 52) es una autopista federal ubicada en el estado de Illinois. La autopista inicia en el oeste desde la IL 64     en Savanna hacia el este en la frontera de Indiana. La autopista tiene una longitud de 376,6 km (234 mi).

## Mantenimiento
Al igual que las carreteras estatales, las carreteras interestatales, y el resto de rutas federales, la U.S. Route 52 es administrada y mantenida por el Departamento de Transporte de Illinois por sus siglas en inglés IDOT.

## Cruces
La U.S. Route 52 es atravesada principalmente por la  US 24     en Watseka.